# Jianfeng, Hainan
Jianfeng är en köping i Kina. Den ligger i provinsen Hainan, i den södra delen av landet, omkring 230 kilometer sydväst om provinshuvudstaden Haikou. Antalet invånare är 22 034. Befolkningen består av 10 575 kvinnor och 11 459 män. Barn under 15 år utgör 24,0 %, vuxna 15-64 år 69 %, och äldre över 65 år 5,0 %.
Runt Jianfeng är det ganska tätbefolkat, med 185 invånare per kvadratkilometer. Närmaste större samhälle är Huangliu, 19,7 km söder om Jianfeng. Omgivningarna runt Jianfeng är en mosaik av jordbruksmark och naturlig växtlighet.
Genomsnittlig årsnederbörd är 1 491 millimeter. Den regnigaste månaden är augusti, med i genomsnitt 262 mm nederbörd, och den torraste är januari, med 11 mm nederbörd.